# Комиш-Зорянська селищна рада
Коми́ш-Зоря́нська се́лищна ра́да — адміністративно-територіальна одиниця та орган місцевого самоврядування в Більмацькому районі Запорізької області. Адміністративний центр — селище міського типу Комиш-Зоря.

## Загальні відомості
- Територія ради: 3,707 км²
- Населення ради: 2273 особи (станом на 2015 рік)[1]
- Територією ради протікає річка Грузенька

## Населені пункти
Селищній раді підпорядковані населені пункти:
- смт Комиш-Зоря

## Склад ради
Рада складається з 20 депутатів та голови.
- Голова ради: Гнатуша Ігор Вікторович
- Секретар ради: Олишко Світлана Олександрівна

### Керівний склад попередніх скликань
| Прізвище, ім'я, по батькові | Основні відомості                                                | Дата обрання | Дата звільнення |
| --------------------------- | ---------------------------------------------------------------- | ------------ | --------------- |
| Гнатуша Ігор Вікторович     | Селищний голова, 1969 року народження, освіта вища               | 26.03.2006   | 31.10.2010      |
| Гнатуша Ігор Вікторович     | Селищний голова, 1969 року народження, освіта вища, безпартійний | 31.10.2010   |                 |

Примітка: таблиця складена за даними сайту Верховної Ради України

### Депутати
За результатами місцевих виборів 2010 року депутатами ради стали:

#### За суб'єктами висування
| Суб'єкт висування                                       | Кількість обраних депутатів | %  |
| ------------------------------------------------------- | --------------------------- | -- |
| Партія регіонів                                         | 14                          | 70 |
| Самовисування                                           | 3                           | 15 |
| Комуністична партія України                             | 1                           | 5  |
| Політична партія Всеукраїнське об'єднання «Батьківщина» | 1                           | 5  |
| Українська соціал-демократична партія                   | 1                           | 5  |

#### За округами
| № округу                                                | Прізвище, ім'я, по батькові       | Дата визнання обраним | Освіта             | Партійна приналежність                       | Відомості про обраного депутата                                                              |
| ------------------------------------------------------- | --------------------------------- | --------------------- | ------------------ | -------------------------------------------- | -------------------------------------------------------------------------------------------- |
| Комуністична партія України                             |                                   |                       |                    |                                              |                                                                                              |
| 10                                                      | Деменков Іван Єгорович            | 05.11.2010            | середня спеціальна | позапартійний                                | Придніпровська залізниця ШЧ-12, електромеханік                                               |
| Партія регіонів                                         |                                   |                       |                    |                                              |                                                                                              |
| 2                                                       | Лісовський Олександр Анатолійович | 05.11.2010            | середня            | член Партії регіонів                         | приватний підприємець                                                                        |
| 3                                                       | Компанієць Олександр Іванович     | 05.11.2010            | вища               | член Партії регіонів                         | приватний підприємець                                                                        |
| 5                                                       | Сердюк Сергій Миколайович         | 05.11.2010            | вища               | член Партії регіонів                         | Комиш-Зорянська загальноосвітня школа I-III ст., вчитель математики                          |
| 8                                                       | Потоцька Валентина Анатоліївна    | 05.11.2010            | середня спеціальна | член Партії регіонів                         | Комиш-Зорянська амбулаторія сімейного типу, медична сестра                                   |
| 9                                                       | Кравець Валентина Миколаївна      | 05.11.2010            | вища               | член Партії регіонів                         | територіальний центр соціального обслуговування Куйбишевської районної ради, директор        |
| 11                                                      | Бокун Наталя Євгенівна            | 05.11.2010            | середня спеціальна | член Партії регіонів                         | пенсіонер                                                                                    |
| 12                                                      | Пінчук Ольга Станіславівна        | 05.11.2010            | середня            | член Партії регіонів                         | тимчасово не працює                                                                          |
| 13                                                      | Гнатуша Ірина Павлівна            | 05.11.2010            | вища               | позапартійна                                 | залізнична станція Комиш-Зоря, районне електропостачання, технік                             |
| 14                                                      | Деменков Андрій Іванович          | 05.11.2010            | вища               | член Партії регіонів                         | Комиш-Зорянська загальноосвітня школа I-III ст., вчитель фізичного виховання                 |
| 15                                                      | Саприкіна Ірина Георгіївна        | 05.11.2010            | вища               | позапартійна                                 | Пологівська дистанція сигналізації та зв'язку, прийомоздавальник вантажу та багажу           |
| 16                                                      | Попов Віктор Васильович           | 05.11.2010            | середня            | член Партії регіонів                         | приватний підприємець                                                                        |
| 17                                                      | Сьомік Сергій Миколайович         | 05.11.2010            | середня            | член Партії регіонів                         | загін пожежної охорони смтКомиш-Зоря, пожежний                                               |
| 18                                                      | Рижинська Інна Валентинівна       | 05.11.2010            | середня            | член Партії регіонів                         | Комиш-Зорянська АЗС, оператор                                                                |
| 19                                                      | Олишко Світлана Олександрівна     | 05.11.2010            | середня спеціальна | позапартійна                                 | Комиш-Зорянська селищна рада, секретар                                                       |
| Політична партія Всеукраїнське об'єднання «Батьківщина» |                                   |                       |                    |                                              |                                                                                              |
| 6                                                       | Пігалков Микола Геннадійович      | 05.11.2010            | середня спеціальна | позапартійний                                | Куйбишевська ДЮСШ, тренер по футболу                                                         |
| Українська соціал-демократична партія                   |                                   |                       |                    |                                              |                                                                                              |
| 20                                                      | Ганіманов Сергій Миколайович      | 05.11.2010            | середня            | член Української соціал-демократичної партії | ВАТ «Запоріжнафтопрдукт», робітник                                                           |
| Самовисування                                           |                                   |                       |                    |                                              |                                                                                              |
| 1                                                       | Яреха Володимир Павлович          | 05.11.2010            | вища               | позапартійний                                | Запорізьке будівельно-монтажне експлуатаційне управління Придніпровської залізниці, бригадир |
| 4                                                       | Ісаєва Раїса Василівна            | 29.12.2013            | середня спеціальна | член Партії регіонів                         | командитне товариство "Желєв С. С. і компанія «Комиш-Зорянський елеватор», майстер           |
| 7                                                       | Рябовол Людмила Дмитрівна         | 05.11.2010            | середня спеціальна | позапартійна                                 | Куйбишевська районна державна адміністрація, керівник апарату                                |